# Peal de Becerro
Peal de Becerro település Spanyolországban, Jaén tartományban. Peal de Becerro Cazorla, Quesada, Úbeda, Castril, Cortes de Baza és Pozo Alcón községekkel határos. Lakosainak száma 5276 fő (2024).

## Népesség
A település népessége az elmúlt években az alábbi módon változott:
| Lakosok száma | 5176 | 5458 | 5489 | 5574 | 5614 | 5413 | 5290 | 5266 | 5345 | 5276 |
|               | 2001 | 2004 | 2007 | 2009 | 2012 | 2014 | 2017 | 2019 | 2022 | 2024 |